# Six (rappeur)
Pour les articles homonymes, voir Six.
Six,, stylisé SIX, anciennement Six Coups MC, de son vrai nom Sekou Sako, né le 14 juillet 1983 à Vitry-sur-Seine, dans le Val-de-Marne, est un rappeur français originaire du Mali. Il commence sa carrière au sein de son groupe Rappeur D'1stinct en 1997. Il est le frère de Bakary Sako, international espoir français qui joue au Crystal Palace Football Club (D1 Anglaise) et de Morike Sako, ex-attaquant du FC St. Pauli et d'Arminia Bielefeld en Allemagne. 
Durant sa carrière, il collabore notamment aux côtés d'Amerie, Big Ali, Sniper, Dry, OGB, Karlito, Alibi Montana, Ikbal, Sefyu, Zesau, Alpha 5.20, Seth Gueko ou encore Alkpote. Il publie son premier album studio solo, Mieux servi que par moi même, en 2008. En 2012, il fonde son propre label indépendant Titulaire Indiscutable.

## Biographie
Sekou est né le 14 juillet 1983 à Vitry-sur-Seine, dans le Val-de-Marne. Il débute dans la musique en 1998 avec son groupe Rapeur D'1stinct aux côtés de RLF,Meh et Maoss. Il participe à plusieurs projets tels que les quatre premiers volets de Talents fâchés, la compilation Illégal Radio de Rim'K, Le son des blocks, Vitry Club, Rap Performance également de TLF, ainsi qu'aux albums de Seth Gueko, Unité 2 feu, 113, Raï'n'B Fever et Sinik. Il fait des scènes à travers la France, dont la première partie d'artistes tels que Nessbeal, Rohff et le 113.
Six Coups MC publie un street album en 2007, puis son premier album en 2008, Mieux servi que par moi même, sur lequel il réalise tous les instrumentaux. En 2011, il signe brièvement chez Foolek Empire, le label du rappeur français Rohff, mais quitte le label quelques mois après sa signature en raison de désaccords humains avec l'entourage de celui-ci dans le label. Toujours en 2011, il publie le deuxième volet de son album À prendre ou à laisser, qui est pour lui un album-concept. En 2012, il fonde son propre label discographique nommé Titulaire Indiscutable quelque temps après, puis prend SIX comme nom d'artiste,. Au label, il publie Folie Artistik et Projet SIX.
En 2016, il annonce un nouvel EP intitulé Avertissement pour le 13 mai 2016. Il publie en avril 2016 le clip de sa chanson Mauvais garçon.
En 2017, il sort la net tape "La Salle du temps" composé de 32 titres et disponible gratuitement.
En 2020, il sort l'album Patience courage et acharnement avec entre autres un ft avec Kayna Samet.
En 2022, il sort le projet M16 avec des feat avec Black M et Kery James entre autres.

## Affaires judiciaires
En juillet 2013, il est arrêté pour trafic de drogues,. Il est libéré en janvier 2014, après plus de six mois d'incarcération.

## Discographie

### Apparitions
- 2003 : Sixcoups MC - Fusil à pompe (sur la compilation Talents fâchés 1)
- 2004 : Rapeur d'1stinct - Rlfach (sur la compilation Talents fâchés 2)
- 2004 : Rapeur d'1stinct - Reviens fâché (sur la compilation Talents fâchés 2)
- 2005 : 113 feat. Vitry All Stars - Vitry nocturne sur l'album du 113, 113 degrés)
- 2006 : Rapeur d'1stinct - Faire la diff (sur la compilation Talents fâches 3)
- 2006 : Sixcoups MC - Mon Val-de-Marne (sur la compilation Panam all stars)
- 2006 : Sixcoups MC feat. Amerie et Willy Denzey - Crunk didi (sur la compilation Rai'N'B Fever Vol.2)
- 2006 : Sixcoups MC feat. Big Ali, Justine t Douzi - À moi la vie (sur la compilation Rai'N'B Fever Vol.2)
- 2006 : Rapeur d'1stinct feat. Reda Talliani - Cholé Cholé (sur la compilation Rai'N'B Fever Vol.2)
- 2006 : Leslie & Amine feat. Six Coups MC - Sobri 2 (Club Remix by Nius) (sur le single Sobri 2 de Leslie)
- 2006 : Moubaraka feat. Rapeur d'1stinct, Class X et Alibi Montana - Illegal (sur le street album de Moubaraka, L'envie de percer)
- 2006 : Heckel et Geckel feat. Six Coups MC, James Izmad et Mister C - Autopsie (sur le street album d'Heckel & Geckel, Street show)
- 2007 : Seth Gueko feat. Sixcoups MC et Alpha 5.20 - Kaira Kaira (sur le street album de Seth Gueko, Patate de forain)
- 2007 : Sixcoups MC feat. Skomoni - La réussite (sur la compilation Block Story)
- 2007 : Manu Key feat. Sixcoups MC et 13 Or - Coup de poing, tendresse (sur l'album de Manu Key, Prolifique Vol.2)
- 2007 : Aketo feat. Sixcoups MC, Sefyu & Tunisiano - Style certifié (sur le street album d'Aketo, Cracheur 2 venin)
- 2007 : Sixcoups MC - Freestyle (sur la compilation Interdit aux bouffons)
- 2007 : Sixcoups MC - Notre métier (sur la mixtape Têtes brulées Vol.3)
- 2007 : Chodo feat. Sixcoups MC - Cerner (sur le street album de Chodo, Sans règle)
- 2007 : Six Coups MC feat. Niroshima & Pagaille - Matte ton rétro (sur la compilation Niroshima 3)
- 2007 : Issa feat. Six Coups MC - Arsenal vocal (sur le street album d'Issa, The Thriller)
- 2007 : Issa feat. Rapeur d'1stinct - Il a dit, il a menti (sur le street album d'Issa, The Thriller)
- 2007 : Clara Morgane feat. Six Coups MC - Strip Tease
- 2007 : Hostyl feat. Six Coups MC et Chodo - Ici bas (sur le projet d'Hostyl, Verset macabre)
- 2008 : Alkpote feat. Six Coups MC - Banlieue sud (sur l'album d'Alkpote, L'empereur)
- 2008 : Black Marché feat. Six Coups MC - Bienvenue dans la jungle (sur la mixtape de Black Marché, Fais 13 attention)
- 2008 : Six Coups MC feat. Rheyz et Merco - Trop 2 choses à dire (sur la compilation Code urb1)
- 2008 : Alpha 5.20 feat. Six Coups MC, La Polemiket& BRS - Anges en enfer (sur la mixtape Rakailles 4 Ghetto Cac 40)
- 2008 : Abdel feat. Six Coups MC, Al Peco, Dany Dan, Smoker, Gued1, Seven, S'Pi et Sultan - Rap impact Remix (sur la compilation Rap impact)
- 2008 : R D'élite feat. Six Coups MC et Alkpote - Challengers (sur l'album d'R D'élite, Instruments de torture)
- 2008 : Amal feat. K-Reen et Six Coups MC - Bienvenue (sur la compilation de DJ Kayz Oran Mix Party)
- 2008 : Mister You feat. Six Coups MC - Trop féroce (sur la mixtape de Mister You, La rue c'est paro)
- 2008 : 1-Pass feat. Six Coups MC - Coup de pression (sur l'album d'1-Pass, La preuve par 3)
- 2008 : Nordside feat. Six Coups MC - Y a pas de lézards (sur l'album de Nordside, Prototype)
- 2008 : Imprévisible feat. Six Coups MC et Rapeur d'1stinct - Le style que t'as pas(sur l'album de Imprévisible, Instinct de survie)
- 2008 : Black Vnr feat. Six Coups MC, K2Banlieue et Rappeurs d'Instinct - Ball Trap (sur la mixtape K2Banlieue, L'école de la rue)
- 2009 : Salif feat. Shone et Six Coups MC - Y a koi ? (sur la compilation Street Lourd 2 Hall Star)
- 2009 : Mister You feat. Six Coups MC - Encore plus féroce (sur le maxi de Mister You, Prise d'otage avant l'album présumé coupable)
- 2009 : Daouf feat. Six Coups MC - Pousse-toi d'la route (sur l'album de Daouf, Vengeance aveugle)
- 2009 : Sinik feat. Six Coups MC et Cifack - Le goût du goudron (sur l'album de Sinik, Ballon d'or)
- 2009 : Al Peco feat. Dany Dan, Smoker, Six Coups MC, Sultan et S-Pi - Rap Impact Remix (sur la mixtape d'Al Peco Clandestines connexions Vol.1)
- 2009 : Farage feat. Six Coups MC - Quelques balles demeurent (sur l'album de Farage Témoin du mal)
- 2009 : Homici-2 feat. Six Coups MC - 24/24 (sur l'album d'Homici-2 Marche ou crève)
- 2010 : L.E.C.K feat. Six Coups MC et Jaycee - Dans les yeux
- 2010 : L.E.C.K feat. Cifack, Trakma, Modor, Ma6f et Six Coups MC - Laisser nous passer (Level Click Remix)
- 2010 : Ultime Espoir feat. Six Coups MC et : L.E.C.K - Triste constat
- 2010 : Mour's feat. Six Coups MC - Y'a pas photos
- 2010 : Joob feat. Six Coups MC, La Voix du Peuple et Ottomatik - Lâche pas l'affaire
- 2010 : Ange le Rital (Rital Thugg) feat. Six Coups MC, El Rital, Missa et Jok'r - Connexion Hexagonale
- 2011 : Abou2ner feat. Six Coups MC - Chimiste
- 2011 : Patou MC et S.pi feat. Six Coups MC - Mes Performances (sur la mixtape History of infamous K2Banlieue vol.3)
- 2011 : Six Coups MC - J'vais t'faire une bosse
- 2011 : Six Coups MC feat. Rohff - J'vais t'faire une bosse (Remix)
- 2011 : La Fouine feat. Six Coups MC, Fababy et L.E.C.K - Jalousie (sur la mixtape de La Fouine Capitale du Crime Vol. III)
- 2012 : Host-R feat. Alain 2 l'Ombre, Amy, Dry, Sixcoups MC - 9K remix
- 2012 : Rma Skunck feat. Six Coups MC - Faut croire en soit
- 2012 : 2BAL feat. Six coups MC, Vr, Hifi, Sadek, Sofiane, Lino et Sam's - 6'56 pour 2012
- 2013 : SIX - Love Sosa remix
- 2013 : SIX - Meurtre par strangulation (remix de Maitre Gims)
- 2014 : SIX - TLC
- 2014 : SIX - Sang pitié
- 2014 : Amy feat. Zesau, Sadek, SIX, Juicy P, Jack Many, James Izmad, Kozi et Cocopy - Wassup (remix) (sur l'album d'Amy Nikita)
- 2014 : SIX feat. Worms-T – Seine-Saint-Denis et Val-de-Marne (sur la mixtape Rap Ghetto 2)
- 2015 : DJ Hamida Feat. SIX et Fransico - Beverly Hills (sur la compilation de DJ Hamida Mix party 2015)